# Bill Rosendahl
William Joseph "Bill" Rosendahl (15 tháng 5 năm 1945 – 30 tháng 3 năm 2016) là một chính khách người Mỹ. Ông phục vụ trong Hội đồng Thành phố Los Angeles, đại diện cho Hội đồng Quận 11 từ năm 2005 đến 2013. Ông là thành viên của Đảng Dân chủ.

## Đời tư
Cha mẹ của Rosendahl là những người nhập cư từ Đức. Họ gặp nhau ở Thành phố New York, họ có ba đứa con và chuyển đến thành phố Bergenfield, New Jersey để nhường chỗ cho gia đình đang phát triển của họ. Cuối cùng, họ chuyển đến Englewood, nơi Rosendahl được sinh ra là đứa trẻ thứ sáu. Bố mẹ ông sẽ có thêm hai đứa con, tổng cộng có tám người.
Trong khi theo học tại trường Công giáo St. Báilia, ông được bầu làm chủ tịch của lớp cơ sở và chủ tịch của chính phủ sinh viên. Rosendahl coi đây là bằng chứng cho thấy ông có khả năng lãnh đạo tự nhiên.
Ông công khai đồng tính trong phần lớn tuổi trưởng thành, nhưng đấu tranh với ý tưởng là người đồng tính khi còn trẻ. Ở tuổi 29, ông nghỉ làm mười tám tháng và đi lưu diễn khắp thế giới, đi đến kết luận rằng ông là người đồng tính. Lúc đầu, ông rất buồn về việc nhận ra điều này, do những cuộc đấu tranh mà ông có thể sẽ chịu đựng. Rosendahl đã nghi ngờ đầu tiên rằng ông là người đồng tính trong giai đoạn dậy thì sớm trong Hướng đạo sinh. Ông nhận thấy rằng ông có một sức hút với các chàng trai thay vì các cô gái. Sau đó, ông đã kiểm tra một cuốn sách về đồng tính luyến ái từ một thư viện địa phương và tìm hiểu về tầm quan trọng của Đảo Lửa và Christopher Street đối với người đồng tính. Rosendahl sẽ nhận ra sau này trong cuộc đời mình rằng đồng tính luyến ái chỉ đơn giản là "một biểu hiện khác của tự nhiên", và không có lý do gì để xấu hổ.
Rosendahl tuyên bố trong một cuộc phỏng vấn với Hiệu ứng hoa oải hương rằng ông là nạn nhân của một vụ va chạm đồng tính khi còn học cao học. Ông đang đi bộ từ một quán bar đồng tính đến khuôn viên trường thì năm người đàn ông chạy tới ông hét lên những lời tục tĩu và xỉ nhục, rồi bắt đầu đánh ông. Ông chống trả nhưng bị thương. Ông đã nộp một báo cáo của cảnh sát về vụ việc.
Rosendahl chịu đựng sự phân biệt đối xử khi làm việc tại Westinghouse Broadcasting and Cable, nơi ông chủ của ông đã loại bỏ nhân viên của mình và đưa ông vào một văn phòng không có cửa sổ vì họ cho rằng ông là người đồng tính. Ở tuổi 32, tại đám tang của mẹ ông, ông đã đến với gia đình. Sau đó, ông đã đến gặp ông chủ của mình, chủ tịch hội đồng quản trị của Century Cable và thấy ông chủ của mình chấp nhận.
Christopher Blauman và Rosendahl là bạn đời lãng mạn trong mười bốn năm. Blauman chết vì AIDS vào tháng 1 năm 1995. Sau này, ông và Hedi el Kholti là bạn đời của nhau trong gần hai thập kỷ, cho đến khi Rosendahl qua đời.
Rosendahl có một mối quan hệ với thiên nhiên và tin rằng có mối liên hệ với môi trường là chìa khóa để giữ gìn sức khỏe tinh thần và sức sống của người đồng tính. Ông giữ một khu vườn thường xuyên và coi đó là chìa khóa cho sự sống còn của mình.
Năm 2012, Rosendahl được chẩn đoán mắc bệnh ung thư giai đoạn bốn. Ông được các bác sĩ nói rằng ông có thể sẽ chết trước cuộc bầu cử tháng 11 sắp tới. Điều này thúc đẩy ông chiến đấu mạnh mẽ hơn vì những nguyên nhân mà ông tin tưởng. Rosendahl đã nhận được một lượng lớn sự ủng hộ từ công chúng. Du khách từ nhiều nền văn hóa và các nhóm tôn giáo đã đến thăm ông trong thời gian ông bị bệnh. Ông tin rằng sự hỗ trợ từ cộng đồng này đã cho ông sức mạnh để chiến đấu với căn bệnh vượt xa tiên lượng dự kiến của nó. Rosendahl qua đời tại nhà riêng ở Mar Vista, Los Angeles vì ung thư niệu quản vào ngày 30 tháng 3 năm 2016 ở tuổi 70.